# Faith Bandler
Faith Bandler (Nova Gal·les del Sud, 27 de setembre de 1920 – 13 de febrer de 2015) era una activista pels drets dels aborígens australians i pels drets de la dona. Es va fer coneguda sobretot arran de ser la cap de la campanya del referèndum dels aborígens australians el 1967, que proposava extreure de la constitució australiana les discriminacions envers ells. A la Segona Guerra Mundial, la Faith Bandler treballava en horts de fruites per a l'armada femenina d'Austràlia però tant ella com la resta d'indígenes de pell no blanca cobraven menys diners que els blancs, i així va ser com, a partir de l'any 1945, es va dedicar a lluitar per a la igualtat.